# Prêmio Teen Choice de melhor filme de terror ou suspense
O Prêmio Teen Choice de Melhor Filme – Terror/Suspense (em inglês: Teen Choice Award for Choice Movie – Horror/Thriller), é um dos prêmios apresentados pela FOX. O que se segue é uma lista de filmes vencedores e nomeados ao Teen Choice Awards para tal categoria.
- Os vencedores estão em negrito

## Vencedores e nomeados

### 2000
| Ano  | Vencedor                    | Nomeados | Ref.          |
| ---- | --------------------------- | --- | ------------- |
| 2001 | Urban Legends: Final Cut    | - Book of Shadows: Blair Witch 2 - A Cela - Final Destination - The Gift - Hannibal - Valentine - The Watcher  | [ 1 ]         |
| 2003 | The Ring                    | - Darkness Falls - Dreamcatcher - Final Destination 2 - House of 1000 Corpses - Identity - Red Dragon - Sinais | [ 2 ]         |
| 2004 | The Texas Chainsaw Massacre | - Efeito Borboleta - Dawn of the Dead - Freddy vs. Jason - Gothika - Secret Window - Underworld - Van Helsing  | [ 3 ]         |
| 2005 | A Casa de Cera              | - The Amityville Horror - Constantine - The Grudge - O Amigo Oculto - The Ring Two - Saw - A Vila              | [ 4 ]         |
| 2006 | Red Eye                     | - An American Haunting - Hostel - The Omen - Saw II - Silent Hill                                              | [ 5 ]         |
| 2007 | Paranoia                    | - 1408 - Hostel: Part II - Número 23 - Saw III                                                                 | [ 6 ] [ 7 ]   |
| 2008 | Eu Sou a Lenda              | - 30 Days of Night - Cloverfield - Prom Night - The Strangers                                                  | [ 8 ] [ 9 ]   |
| 2009 | Sexta-Feira 13              | - Drag Me to Hell - The Haunting of Molly Hartley - Quarentena - The Uninvited                                 | [ 10 ] [ 11 ] |

### 2010
| Ano  | Vencedor               | Nomeados                                                               | Ref.   |
| ---- | ---------------------- | ---------------------------------------------------------------------- | ------ |
| 2010 | Atividade Paranormal   | - A Nightmare on Elm Street - Shutter Island - Splice - The Stepfather | [ 12 ] |
| 2011 | Atividade Paranormal 2 | - Let Me In - Piranha 3D - Saw 3D - Scream 4                           | [ 13 ] |